# 上海万国商团俄国联队
万国商团俄国联队（俄语：Шанхайский русский полк）是上海租界境內隸屬於萬國商團的部隊，旗下大部分人原為俄國白軍士兵。

## 歷史

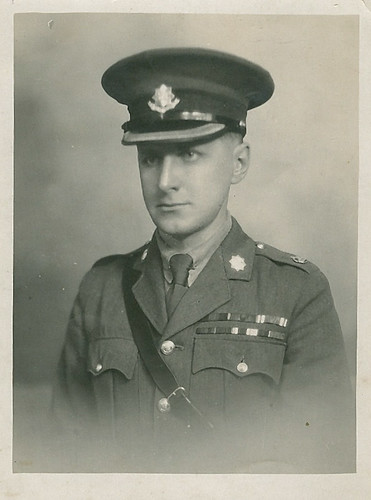
上海万国商团俄国联队的军官

1927年初，發動北伐戰爭的國民革命軍逼近上海。万国商团进入战备状态。上海租界当局委託法代·格列博夫组建上海万国商团俄国分队，其基本成员均为來自远东哥萨克的士兵。1927年1月27日，上海万国商团俄国分队正式建立，它下设2个连队和1个机枪队，总数300人。俄国分队同時编入上海万国商团。俄国分队主要担任上海公共租界的保卫任务和上海公共租界工部局监狱的警卫工作。俄国分队配备军装、步枪、机枪和其他各种武器。军官与士兵均支薪，军官还還可以享受免費膳宿的待遇。1929年起，上海公共租界工部局给予退伍的俄国分队队员特别奖金。1929年4月9日，华德路监狱犯人发生骚乱，俄国分队第一连采取措施加以平定。1931年底，日军攻佔东三省后，上海各界群众召开抗日救亡大会，举行反日游行，上海工人也举行罷工，俄国分队被上海公共租界工部局作为警戒的一线部队，经常处于戒备状态。一二八事变时，俄国分队被派守卫界路，并驻扎在码头。
1929年，俄国义勇队成立，其队员不领工資，通常每周有一个晚上进行军训，只有遇到紧急情况时才应召人伍。1932年，俄国分队被扩编为万国商团俄国联队，
俄国义勇队亦被编入俄国联队。此時俄國聯隊已有4個分隊和一個機槍隊。
1936年，俄国联队承担了萬國商团的运输任务。八一三事变时，俄国联队又被派至界路地区，后又守卫上海公共租界工部局靶場、大楼及苏州河的桥梁。10月，俄国联队又负责在星加坡路营房看守退入上海租界的四行孤军。1938年七七事变爆发一周年时，四行孤军营准备升中華民國国旗举行纪念，被上海公共租界工部局劝阻，后经协商双方达成“平日不必升旗，纪念日可升旗”协议。8月11日，孤军营以这一天是国民革命军第88师受命来沪纪念日，在营地升起国旗，守卫该处的俄国联队队长官令孤军营取下旗子，遭到拒绝，俄国联队士兵隨即手持木棍等武器进入营地，双方发生冲突，孤军营方面伤111人，其中重伤41人，后来4人伤重而死。1个月后，有中国学生前来慰问孤军，又遭到俄國聯隊士兵毆打和侮辱。1940年9月18日，因孤军营士兵通过铁丝网空隙同外面通话被制止而不理踩，俄國聯隊士兵举枪射击，打死打伤孤军士兵各一人。当年12月，上海公共租界工部局将孤军营的警戒任务移交给万国商团其他部队承担。
1939年5月28日，中国菜贩在麦底安路（今浙江南路）设临时摊位卖菜，結果被俄國聯隊士兵驱逐，雙方发生冲突，菜贩3人受伤，大量蔬菜倾翻在马路上。同年，俄国联队配合上海公共租界工部局警務處共巡逻街道1367小时，在街道上布岗308小时，1940年共巡逻街道2851小时，在街道上布岗1346小时。1940年，最后一批英军离沪，俄国联队入驻英军马霍路营房。
1941年1月15日起，万国商团俄国联队300余人改隶于上海公共租界工部局警務處。万国商团俄国联队所用之枪械、制服等军用品及军用巡逻车14辆一并移交上海公共租界工部局警務處。原万国商团俄国联队皆听命于上海公共租界工部局警務處处长，其名称则改为上海公共租界工部局警务处俄国预备队。原俄国义勇队则编入以美籍人员为主的萬國商團B大队。
1943年8月，汪精衛政权接收上海租界后，俄国预备队歸入汪精衛政权警察系统。1944年6月与原上海法租界的原俄国义勇队合并，称警察总武备学校第五支队，人数有458人。中國抗日战爭胜利后，该队被中國国民党接收，部分被编为警察局马队，另一部分被编为警察局特别后备队。1947年6月，苏联政府允许旅沪俄侨回国，这支队伍最终解散，部分成员回苏联。